# Rendez-vous im Zoo
Rendez-vous im Zoo ist ein Schweizer Dokumentarfilm von Regisseur Christoph Schaub aus dem Jahr 1995.

## Handlung
Der Dokumentarfilm zeigt die Geschichte des Zoos auf und beleuchtet die Begegnung zwischen dem wilden Tier und dem Menschen, der sich in den Zoo begibt. Rendez-vous im Zoo ist eine Reise von den Gitterstäben des 18. und 19. Jahrhunderts ins 20. Jahrhundert. Der Film führt von Basel in die kolonial geprägte Vergangenheit der Tiergärten von Hamburg und Berlin, nach Paris im 18. und 19. Jahrhundert ins 20. Jahrhundert zu den Wüstenanlagen von Arnheim und in die Zukunft des Dschungels im Bronx Zoo.

## Kritiken
„Christoph Schaubs Dokumentarfilm handelt von Projektionen: Vorstellungen und Gedanken, die die Zoodirektoren auf die Zoobesucher und diese wiederum auf die Tiere projizieren.“

„Ein überraschend leichthändig gestaltetes Werk, das sein Thema klug und ganz ohne gravitätischen Reflexionsballast ins Weite und auch in die Tiefe zu führen wiess. Der Film versucht einerseits eine kleine Kulturgeschichte des zoologischen Gartens und erkennt andererseits in dieser Institution eine der wesentlichen Schnittstellen in der Beziehung des Menschen zum Tier. Und er verschweigt keineswegs die Trauer, die uns ergreift, wenn wir uns darüber Rechenschaft ablegen, was wir, bei allem Bemühen um sein Wohl, dem Tier, seiner Schönheit und Kraft, in unserer Faszination antun.“

„Schaulust ist das zentrale Thema in Schaubs Film – auch in seiner Umkehrung. (…) Der von der Kamera behaltene Rahmen, der begrenzte Blick durch das Auto- oder Zugfunster auf die vorüber ziehnden Tiere thematisiert das Auge des Filmers, verweist explizit und wiederholt auf die filmische Kadrage. Und schliesst damit den Bogen mit dem Verweis auf eine andere Schaulust: der cinephilen im Kino.“

„Klug, professionell und spannend.“